# 内田貴光
内田 貴光（うちだ たかみつ、1974年5月17日 - ）は日本のプロマジシャン。広島県出身。舞台で行うステージマジックやイリュージョンマジックを得意とする。
キャッチフレーズは『世界が認めたマジック界の貴公子』である。

## 略歴
広島県立熊野高等学校、広島経済大学経営学科卒業。カードマジック（ステージでのマニピュレーション）を得意とするマジシャンで、中でも「ミリオンカード」（空の手から次々とカードが出現するステージマジックの代表格）の演技は有名である。この演技はクライマックスでマンモスカード（通常よりもサイズの大きいカード）が大量に出てくる。また大掛かりなイリュージョンショーも手がけている。
15歳の時にマジックに出会い、その不思議な世界にのめり込んでいく。
その後、わずか5年間で国内のメジャータイトルを独占。1994年FISM大会（手品の世界大会）に出場し、ミリオンカードの演技でマニピュレーション部門で第2位（第1位該当無）に輝く。1995年にはドイツで開催された、ヨーロッパで最も権威のある『マジックハンズコンベンション』でアジア人初のグランプリを獲得。これらの受賞を皮切りに、海外進出を果たし、世界各地での出演を重ね、その技に磨きをかける。
1997年に国内で本格デビューし、ディナーショーや劇場公演、豪華客船でのクルーズショーを中心に活躍。国内のみならず海外での出演も多く、実力実績ともに世界最高峰のマジシャン。
近年、新たなショースタイルを確立すべく、ドラマとマジックを融合させた新感覚の舞台『ドラマジ』を立ち上げる。
また、主演俳優として映画出演を果たすなど、絶えることのない創作意欲と情熱で、新たな分野にも挑戦し続け、さらなる進化を目指している。

## 受賞歴
- 1992年-IMCNマジックコンベンション　優勝
- 1994年-SAM世界マジックシンポジウム　優勝
- 1994年-FISM横浜（日本）マニピュレーション部門第2位（第1位該当無）
- 1995年-日本マジックオブザイヤー　特別新人賞
- 1995年-マジックハンズコンベンション（ドイツ）グランプリ

## 出演

### TV出演
- 世界のマジックショー(NHK)
- 青春探検（NHK)
- 笑っていいとも!(フジテレビ）
- たけしの誰でもピカソ（テレビ東京）
- TOKIOでナイト（日本テレビ）
- ロンロバ！金メダル（TBS)
- 99プラス（日本テレビ）
- 開運！何でも鑑定団(テレビ東京）
- 金曜バラエティ（NHK)
- 激闘オレごはん（東海テレビ）
- マジックホール大晦日特番(韓国TV朝鮮）
- スターキング（韓国SBS)
- ガチガセ（日本テレビ）
- マジックコンサート（韓国MBC)
- どっキング４８（関西テレビ）
- お昼ですよ！ふれあいホール（NHK)
- アジアンエース(TBS)
- くりぃむしちゅーのハナタカ！優越館（テレビ朝日）

### TVレギュラー/準レギュラー出演
- どっこい!神田の日めくりテレビ（1997年、テレビ新広島）
- モテモテ6（2000年、中国放送）
- モテモテロックnight（2001年10月 - 2004年3月、中国放送）
- 研ナオコのまいっか（テレビ朝日）
- TIM神様の宿題（2004年 - 2008年、中国放送）
- ほんじゃに!（2003年4月 - 2007年4月、関西テレビ）
- 関ジャニ∞のジャニ勉（関西テレビ）
- まじ?マジ?マジック!（2003年、関西テレビ）
- カンテーレ（2004年 - 2005年、関西テレビ）

### CM
- CR石川さゆり〜あなたのために歌います〜（大一商会）